# Пробуждение (рассказ Артура Кларка)
«Пробуждение» (англ. The Awakening) — научно-фантастический рассказ английского писателя Артура Кларка, существуют две его различные версии. В феврале 1942 года первая версия была напечатана в четвёртом выпуске фанзина Zenith Sci-fi, и перепечатана в The Best of Arthur C. Clarke и Collected Stories of Arthur C. Clarke. В 1956 году переработанная пятью годами ранее версия рассказа была включена в авторский сборник рассказов Reach for Tomorrow.

## Сюжет
Человеческий правитель Хозяин, которому из-за болезни сердца остался год жизни, решает дождаться изобретения в ближайшие сто лет искусственного аналога сердца. Для этого он втайне организует строительство собственного мавзолея в горах Эвереста, где и планирует проспать требуемый срок в замороженном жидким азотом помещении.
Сон Хозяина продолжается уже сотни лет, и необходимое ему открытие уже сделано. Но его последователи умерли, люди позабыли о его существовании, и даже легенда о загадочном мавзолее канула в лету. За прошедшие годы климат и геология Земля претерпели существенные изменения, и сфера с гробницей была, наконец, обнаружена учёными, которым для её вскрытия понадобилось ещё тридцать лет.
Сознание Хозяина пробуждается. Окрылённый успехом процедуры он готовится увидеть новый мир, населяющих его людей и узнать их отношение к своей персоне. Вокруг него начинает звучать странное поскрипыванье и щёлканье, которое он списывает на врачей и их инструменты. С возвращением сил он открывает глаза, но его зрению предстают только разумные насекомые, сумевшие за прошедшее время окончательно победить человека. Не сумев пережить этот факт, он умирает от сердечного приступа.

## Связь с другими произведениями
Рассказ 1950 года «Немезида» (англ. Nemesis, также известна как «Изгнание навечно», «Изгнанник больших миров» (Exile of the Eons) является переработкой данной темы.